# Evropský akt o umělé inteligenci

Vlajka Evropské unie

Evropský akt o umělé inteligenci je nařízení Evropského parlamentu, které stanoví pravidla pro umělou inteligenci v EU. Je platný od 1. srpna 2024 a jeho ustanovení mají vstoupit v platnost postupně během následujících 6 až 36 měsíců.
Vztahuje se na všechny systémy umělé inteligence v široké škále odvětví. Výjimkou jsou systémy umělé inteligence používané výhradně pro vojenské a obranné účely, národní bezpečnost, výzkum a neprofesionální účely. Akt o umělé inteligenci se vztahuje na distributory a poskytovatele umělé inteligence, jejichž služby a produkty se dostávají na trh Evropské unie.
Akt o UI definuje čtyři kategorie rizik pro použití UI: nepřijatelné, vysoké riziko, omezené riziko a minimální riziko. Generativní UI, jako je ChatGPT, má svou vlastní kategorii a musí splňovat požadavky na transparentnost.

## Ustanovení

### Kategorie rizik
Kategorie rizik systémů UI jsou v Aktu definovány takto:
Nepřijatelné riziko: Systémy UI, které jsou považovány za hrozbu pro člověka. Tyto systémy jsou zakázány. Jsou to například:
- Systémy, které kognitivně manipulují s chováním lidí nebo specifických zranitelných skupin,
- Systémy, které přidělují sociální kredit - klasifikují lidi například na základě jejich chování, socioekonomického postavení nebo osobních vlastností,
- Biometrické identifikační systémy, které fungují na dálku a v reálném čase, například rozpoznávání obličeje.

Vysoké riziko: Systémy umělé inteligence, které mají negativní dopad na základní práva nebo bezpečnost. Jsou rozděleny do dvou kategorií:
1. Systémy používané ve výrobcích, na které se vztahují právní předpisy EU o bezpečnosti výrobků - například hračky, letecké a kosmické výrobky, automobily, zdravotnické prostředky a výtahy,
2. Systémy, které spadají do následujících osmi oblastí a které musí být registrovány v databázi EU:
  1. Biometrická identifikace a kategorizace osob,
  2. Řízení a přeprava,
  3. Vzdělávání a školení,
  4. Zaměstnanost, řízení pracovní síly a přístup k výdělečné činnosti,
  5. Přístup k základním soukromým a veřejným službám a dávkám,
  6. Vymáhání práv,
  7. Řízení migrace, azylu a ochrany hranic,
  8. Pomoc při výkladu a prosazování práva.

Tyto systémy musí být posuzovány před uvedením na trh a v průběhu jejich životního cyklu.
Generativní umělá inteligence: Generativní systémy umělé inteligence (například ChatGPT nebo Microsoft Copilot), které musí splňovat následující podmínky transparentnosti:
- Zveřejnění, že obsah byl vytvořen umělou inteligencí,
- Navrhování modelů, které zabrání vytváření nelegálního obsahu,
- Zveřejnění přehledu dat chráněných autorským právem, která byla použita k tréninku umělé inteligence.

Omezené riziko: Systémy umělé inteligence, které generují nebo manipulují s vizuálním, zvukovým nebo audiovizuálním obsahem, jako jsou deepfakes. Tyto systémy musí splňovat minimální požadavky na transparentnost, aby uživatelé věděli, že komunikují s UI, a mohli činit informovaná rozhodnutí.
Minimální riziko: Systémy UI, které představují minimální nebo žádné riziko pro práva nebo bezpečnost obyvatel. Tyto systémy nepodléhají žádným pravidlům; uživatelé a podniky je mohou volně používat. Příkladem mohou být filtry nevyžádané pošty nebo UI používaná ve videohrách.

### Výjimky
Podle čl. 2 odst. 3 se tato pravidla nevztahují na systémy UI, které se používají výhradně pro vojenské, obranné nebo národně bezpečnostní účely. Dále se podle čl. 2 odst. 6 tento předpis nevztahuje na systémy, které jsou používány pro vyhrazení vědeckého výzkumu a vývoje.
Podle čl. 5 odst. 2 jsou biometrické identifikační systémy zakázány pouze v případě, že se používají v reálném čase. V čl. 5 odst. 1 písm. h) se uvádí, že výjimku tvoří systémy, které se používají pro:
- Cílené pátrání po obětech únosů, obchodování s lidmi nebo sexuálního vykořisťování a také pátrání po pohřešovaných osobách,
- Předcházení konkrétnímu, vážnému a bezprostřednímu ohrožení života nebo bezpečnosti osob nebo skutečnému, bezprostředně hrozícímu nebo předvídatelnému teroristickému útoku,
- Vyhledávání nebo identifikace osob podezřelých ze spáchání trestného činu; pro účely vyšetřování trestné činnosti, trestního stíhání nebo výkonu trestu za určité trestné činy.

## Historická časová osa[9]

### 2021
- 21. dubna 2021: Evropská komise zveřejňuje návrh na regulaci systémů umělé inteligence v Evropské unii.
- 6. srpna 2021: Končí lhůta pro veřejnou konzultaci k Aktu o umělé inteligenci. Evropská komise obdržela 304 podání.
- 29. listopadu 2021: Rotující předsednictví Evropské rady představuje první kompromisní znění návrhu Aktu o umělé inteligenci.

### 2022
- 25. ledna 2022: Výbor pro vedoucí postavení, Výbor pro vnitřní trh a Výbor pro občanské svobody Evropského parlamentu poprvé vyměňují názory na návrh Aktu o umělé inteligenci.
- 2. března 2022: Výbor Evropského parlamentu pro právní záležitosti zveřejňuje pozměňovací návrhy k Aktu o UI.
- 6.prosince 2022: Výbor Evropské unie přijímá obecný přístup k Aktu o UI.

### 2023
- 14. června 2023: Evropský parlament přijímá svůj vyjednávací postoj k Aktu o umělé inteligenci s 499 hlasy pro, 29 proti a přičemž 93 se zdrželo hlasování.
- 9. prosince 2023: Evropský parlament a výbor dosahují předběžné dohody o aktu o umělé inteligenci.

### 2024
- 21. února 2024: V rámci Evropské komise je zřízen Evropský úřad pro umělou inteligenci.
- 21. května 2024: Evropský výbor formálně přijímá Akt o umělé inteligenci.
- 12. července 2024: Akt o umělé inteligenci je zveřejněn v Úředním věstníku Evropské unie.

## Reakce
Kolektiv organizací, jako jsou Amnesty International, EDF a EDRi, vypracoval po jednání s Evropskou unií prohlášení k aktu o umělé inteligenci, v němž kritizuje následující body:
- Mezery v zákoně pro soukromý sektor a bezpečnostní agentury,
- Smysluplnost posouzení dopadu na základní práva,
- Export potenciálně škodlivé umělé inteligence,
- Výjimka pro rizika pro národní bezpečnost, která podkopává ostatní pravidla,
- Jenom částečný zákaz prediktivního policejního dohledu, veřejného rozpoznávání obličejů v přímém přenosu, biometrické kategorizace a rozpoznávání emocí,
- Převažující nezohlednění nebezpečí spojených se zpětným rozpoznáváním obličejů,
- Slabá a v některých případech chybějící pravidla pro používání umělé inteligence na hranicích a v souvislosti s migrací,
- Nedostatečné kroky k řešení environmentálních problémů souvisejících s používáním UI.